# Campeonato Mundial de Ciclismo en Pista de 1962
El LIX Campeonato Mundial de Ciclismo en Pista se celebró en Milán (Italia) entre el 24 y el 28 de agosto de 1962 bajo la organización de la Unión Ciclista Internacional (UCI) y la Federación Italiana de Ciclismo.
Las competiciones se realizaron en el Velódromo Maspes-Vigorelli de la ciudad italiana. En total se disputaron 9 pruebas, 7 masculinas (3 profesionales y 4 amateur) y 2 femeninas.

## Medallistas

### Masculino profesional
| Evento                 | Oro                        | Plata                    | Bronce                    |
| ---------------------- | -------------------------- | ------------------------ | ------------------------- |
| Velocidad individual   | Antonio Maspes · Italia    | Sante Gaiardoni · Italia | Oscar Plattner · Suiza    |
| Persecución individual | Henk Nijdam · Países Bajos | Leandro Faggin · Italia  | Peter Post · Países Bajos |
| Medio fondo            | Guillermo Timoner España   | Paul Depaepe · Bélgica   | Leo Wickihalder · Suiza   |

### Masculinoamateur
| Evento                  | Oro                                                         | Plata                                                                | Bronce                                                                |
| ----------------------- | ----------------------------------------------------------- | -------------------------------------------------------------------- | --------------------------------------------------------------------- |
| Velocidad individual    | Sergio Bianchetto · Italia                                  | Giuseppe Beghetto · Italia                                           | Pierre Trentin Francia                                                |
| Persecución individual  | Kaj Erik Jensen Dinamarca                                   | Herman Van Loo · Bélgica                                             | Jacob Oudkerk · Países Bajos                                          |
| Persecución por equipos | RFA Ehrenfried Rudolph Bernd Rohr Klaus May Lothar Claesges | Dinamarca Bent Hansen Preben Isaksson Kaj Erik Jensen Kurt vid Stein | URSS Arnold Belgardt Leonid Kolumbet Stanislav Moskvin Viktor Romanov |
| Medio fondo             | Romain De Loof · Bélgica                                    | Heinz Läuppi · Suiza                                                 | Christian Giscos Francia                                              |

### Femenino
| Evento                 | Oro                      | Plata                     | Bronce                 |
| ---------------------- | ------------------------ | ------------------------- | ---------------------- |
| Velocidad individual   | Valentina Savina URSS    | Irina Kirichenko URSS     | Jean Dunn Reino Unido  |
| Persecución individual | Beryl Burton Reino Unido | Yvonne Reynders · Bélgica | Lidiya Tijomirova URSS |

## Medallero
| Núm. | País         | Oro | Plata | Bronce | Total |
| ---- | ------------ | --- | ----- | ------ | ----- |
| 1    | Italia       | 2   | 3     | 0      | 5     |
| 2    | Bélgica      | 1   | 3     | 0      | 4     |
| 3    | URSS         | 1   | 1     | 2      | 4     |
| 4    | Dinamarca    | 1   | 1     | 0      | 2     |
| 5    | Países Bajos | 1   | 0     | 2      | 3     |
| 6    | Reino Unido  | 1   | 0     | 1      | 2     |
| 7    | España       | 1   | 0     | 0      | 1     |
| 7    | RFA          | 1   | 0     | 0      | 1     |
| 9    | Suiza        | 0   | 1     | 2      | 3     |
| 10   | Francia      | 0   | 0     | 2      | 2     |
|      | TOTAL        | 9   | 9     | 9      | 27    |